# Песни военных лет
Песни военных лет — альбом Дмитрия Хворостовского 2003 года, записанный совместно с Государственным академическим камерным оркестром России под управлением Константина Орбеляна, ансамблем «Стиль Пяти» и хором «Духовное возрождение». Диск был записан к 60-летию окончания войны.
Дмитрий Хворостовский в течение ряда лет выступал с концертной программой, составленной из песен военных лет.

Все почему-то интересуются, отчего я запел песни военных лет. Ну, запел и запел. Во-первых, я на них вырос, во-вторых, эта программа — дань моей бабушке, благодаря которой я эти песни знаю.

## Список композиций
1. «Где-то далеко (Песня о далёкой родине)» (Таривердиев — Рождественский) — 4:02
2. «Тёмная ночь» (Богословский — Агатов) — 3:24
3. «Случайный вальс» (Фрадкин — Долматовский) — 2:56
4. «Где же вы теперь, друзья-однополчане?» (Соловьёв-Седой — Фатьянов) — 3:39
5. «На безымянной высоте» (Блантер — Матусовский) — 4:22
6. «Дороги» (Новиков — Ошанин) — 4:51
7. «Вот солдаты идут» (Молчанов — Львовский) — 2:58
8. «Журавли» (Френкель — Гамзатов, Гребнев) — 4:16
9. «В землянке» (Листов — Сурков) — 3:02
10. «Заветный камень» (Мокроусов — Жаров) — 4:36
11. «Катюша» (Блантер — Исаковский) — 2:14
12. «Казаки в Берлине» (Дмитрий Покрасс, Даниил Покрасс — Солодарь) — 2:18
13. «Моя Москва» (Дунаевский — Лисянский, Агранян) — 2:37
14. «Дорожка фронтовая (песенка фронтового шофёра)» (Мокроусов — Лабковский, Ласкин) — 2:17
15. «На сопках Маньчжурии» (Шатров — Машистов) — 2:55
16. «Одинокая гармонь» (Мокроусов — Исаковский) — 3:07
17. «Последний бой» (Ножкин) — 3:39